# Ignace Vandecasteele

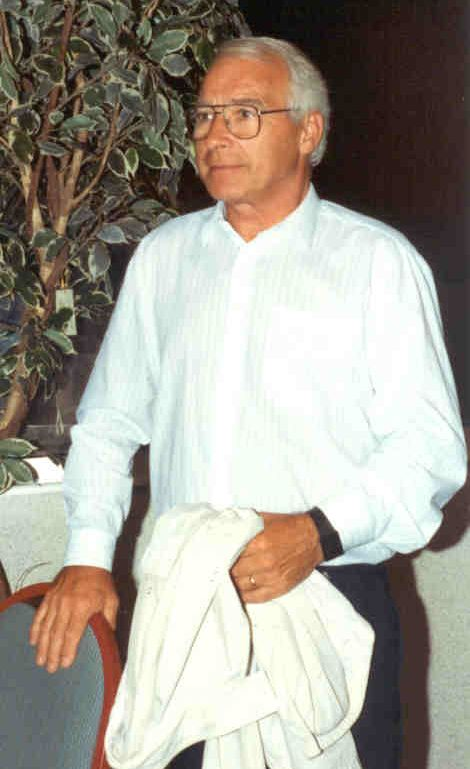
Ignace Vandecasteele auf einem ARVES-Vortrag anlässlich des PCCC-Treffens 1991 in Rotterdam.

Ignace Marie Joseph Thérès Corneille Vandecasteele (* 26. Oktober 1926 in Mortsel; † 31. Mai 2018 in Antwerpen) war einer der erfolgreichsten flämischen Studienkomponisten.
Über das Buch Schaakstukken spelen U voor lernte er die ästhetischen Aspekte der Endspielkunst kennen. Seine Stärken waren Studien mit wenigen Figuren, Domination, systematische Bewegung und Matt.
Um in nachfolgender Stellung zu gewinnen, ist der schwarze Springer zu erlegen ohne eigenes Material zu verlieren.
|   | a | b | c | d | e | f | g | h |   |
| 8 |   |   |   |   |   |   |   |   | 8 |
| 7 |   |   |   |   |   |   |   |   | 7 |
| 6 |   |   |   |   |   |   |   |   | 6 |
| 5 |   |   |   |   |   |   |   |   | 5 |
| 4 |   |   |   |   |   |   |   |   | 4 |
| 3 |   |   |   |   |   |   |   |   | 3 |
| 2 |   |   |   |   |   |   |   |   | 2 |
| 1 |   |   |   |   |   |   |   |   | 1 |
|   | a | b | c | d | e | f | g | h |   |

Lösung:

1. Sf4 Kg5

2. Le3 Sa2 Der Springer sitzt in der Falle, doch bedarf es umsichtiger Koordination der weißen Figuren, um ihn einzusammeln.

3. Kb3 d4

4. Se6+ Kf5

5. Sxd4+ Ke4

6. Sc2 Kd3

7. Lh6 Sc3

8. Sb4+ Kd4

9. Lg7+ nun fällt der Springer und die weißen Figuren setzen matt.

6. … h5 Schwarz opfert den Springer, um den Freibauern umzuwandeln.

7. Kxa2 h5–h4

8. Lf2 h3

9. Lg3 Kf3

10. Lc7 Kg2

11. Se3+ Springer und Läufer kontrollieren den Freibauer zuverlässig. Der weiße König wird ihn abholen.
Vandecasteele entstammt einer großen Familie. In Antwerpen qualifizierte er sich zum Innenarchitekten und begann nach dreijähriger Selbständigkeit eine Karriere als Konzeptmanager für Dekoration von Supermärkten, Restaurants und Hotels in Belgiens größtem Vertriebsunternehmen.

## Schriften
- Jan van Reek; Henk van Donk; Ignace Vandecasteele; Julien Vandiest: Carel Mann. Margraten, Alexander Rueb Vereniging voor Schaakeindspelstudie Nr. 6, 1991, ISBN 90-72939-12-3.
- Ignace Vandecasteele: 64 Studies op 64 velden, Wilrijk-Antwerpen, Alexander Rueb Vereniging voor Schaakeindspelstudie, 1995, ISBN 90-9007687-5.
- Ignace Vandecasteele: Flemish Miniatures, Chess endgame Studies, Wilrijk-Antwerpen, Alexander Rueb Vereniging voor Schaakeindspelstudie, 1997, ISBN 90-9011612-5.
- Ignace Vandecasteele: SchaakStudieSpinsels verzonnen en gesponnen door Ignace Vandecasteele. Tongeren, 2008, ISBN 978-90-9022776-4.